# 초하

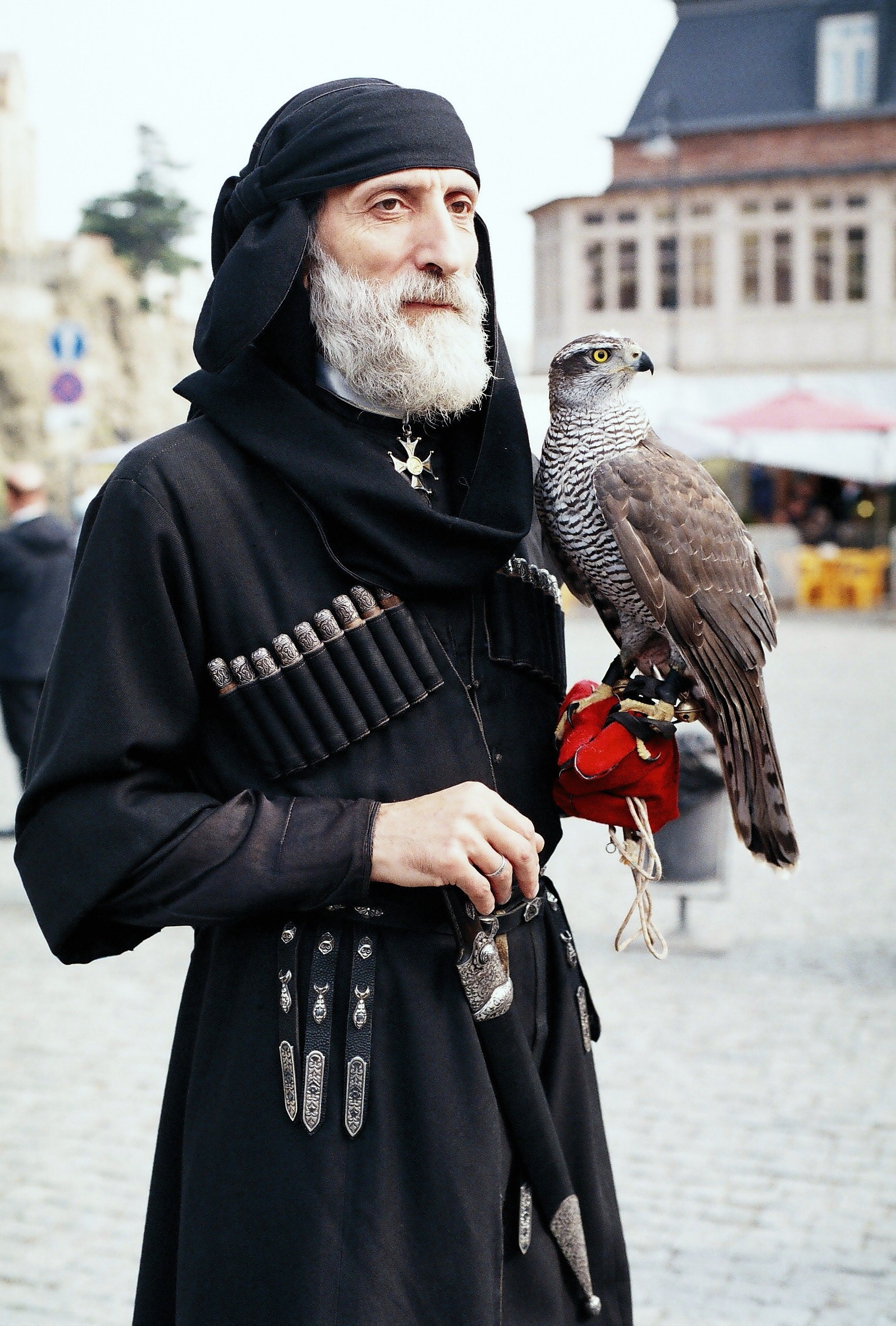
초하를 입은 조지아 남자

초하(조지아어: ჩოხა, 아제르바이잔어: çuxa, 아디게어: цые, 아르메니아어: չուխայ, 압하스어: акәымжәы, 체첸어: чокхиб, 카바르다어: цей, 레즈기어: чуха, 오세트어: цухъхъа, 러시아어: черкеска, 우크라이나어: черкеска)는 남성 캅카스인들이 입는 전통 의상으로, 목이 긴 모직 코트이다. 초하는 조지아에서 널리 사용되어 여전히 국가적 자부심의 상징으로 사용되고 있으며, 결혼식과 공식 행사에서 조지아 남성들이 자주 착용하고 있다.